# Dirhabdilaimus macroonchatis
Dirhabdilaimus macroonchatis  (лат.) — вид круглых червей из семейства Diplogasteroididae (отряд Rhabditida, Nematoda). Северо-восточная Азия.

## Описание
Круглые черви микроскопических размеров, длина около 1 мм. Прокорпус и метакорпус раздельные. Стома продолговатая (у близкого семейства Diplogastridae она широкая) с маленькими зубчиками на метарабдионе. Род Dirhabdilaimus ассоциирован с жуками, в том числе с жуками-долгоносиками вида Hylobius albosparsus (Curculionidae). 
Вид выделяют в отдельный род Dirhabdilaimus Paramonov & Turligina, 1955, либо включают в состав рода Diplogasteroides.